# Skirites
Les Skirites (en grec ancien Σκιρῖται / Skiritai) sont un peuple appartenant à l'État lacédémonien, de statut comparable à celui des Périèques. Ils sont établis en Skiritide, région montagneuse et sauvage située au nord de la Laconie, à la frontière avec l'Arcadie, entre l'Oinous et l'Eurotas.
Selon des auteurs tardifs comme Étienne de Byzance ou Hésychios d'Alexandrie, les Skirites sont d'origine arcadienne. Leur mode de vie est essentiellement rural : leur habitat est éclaté en villages, les principaux étant Oion et Caryai. Leur territoire est inhospitalier, mais stratégiquement important pour Sparte puisqu'il domine la route menant vers Tégée, ce qui explique qu'il tombe rapidement sous la coupe spartiate. Leur statut est semblable à celui des Périèques, mais Xénophon (Helléniques, V, 2) les en distingue.
En temps de guerre, les Skirites forment un corps d'élite d'infanterie légère, un loche (bataillon) à part de 600 hommes, qui sert de complément à l'armée civique. Selon Thucydide (V, 67, 1), ils combattent à l'extrême-gauche de la ligne de bataille, poste le plus menacé de la phalange hoplitique : « de tout temps ils sont les seuls des Lacédémoniens à avoir le privilège de combattre séparément et à cette place ». La nuit, ils sont placés en sentinelle au-devant de l'armée (Xénophon, République des lacédémoniens, XII, 3) et jouent les éclaireurs pour ouvrir la voie au roi, qu'ils sont les seuls à précéder (ibid., XIII, 6).
Dans la Cyropédie (IV, 2), Xénophon les compare aux cavaliers hyrcaniens, utilisés par les Assyriens comme arrière-garde.
Ils restent fidèles au régime spartiate jusqu'en 370-369 av. J.-C., date à laquelle l'armée d'Epaminondas libèrera les Hilotes de Messénie et envahit la Laconie, mettant ainsi un terme à l'hégémonie du régime des homoioi sur le Péloponnèse et à la politique d’expansion spartiate en Béotie.